# Mikowice (Namysłów)
Mikowice (deutsch Lampersdorf) ist eine Ortschaft in Niederschlesien. Der Ort liegt in der Gmina Namysłów im Powiat Namysłowski in der Woiwodschaft Opole in Polen.

## Geographie

### Geographische Lage
Das Straßendorf Mikowice liegt 17 Kilometer südwestlich der Gemeinde- und Kreisstadt Namysłów (Namslau) sowie 60 Kilometer nordwestlich der Woiwodschaftshauptstadt Opole (Oppeln). Der Ort liegt in der Nizina Śląska (Schlesische Tiefebene) innerhalb der Równina Oleśnicka (Oelser Ebene). Mikowice ist umgeben von zahlreichen Waldgebieten. Durch den Ort führt die Woiwodschaftsstraße Droga wojewódzka 396.

### Ortsteile
Ortsteil von Mikowice ist der Weiler Winniki (Vorwerk Weinberg).

### Nachbarorte
Nachbarorte von Mikowice sind im Norden Przeczów (Prietzen) und im Osten Ligota Książęca  (Fürsten-Ellguth).

## Geschichte

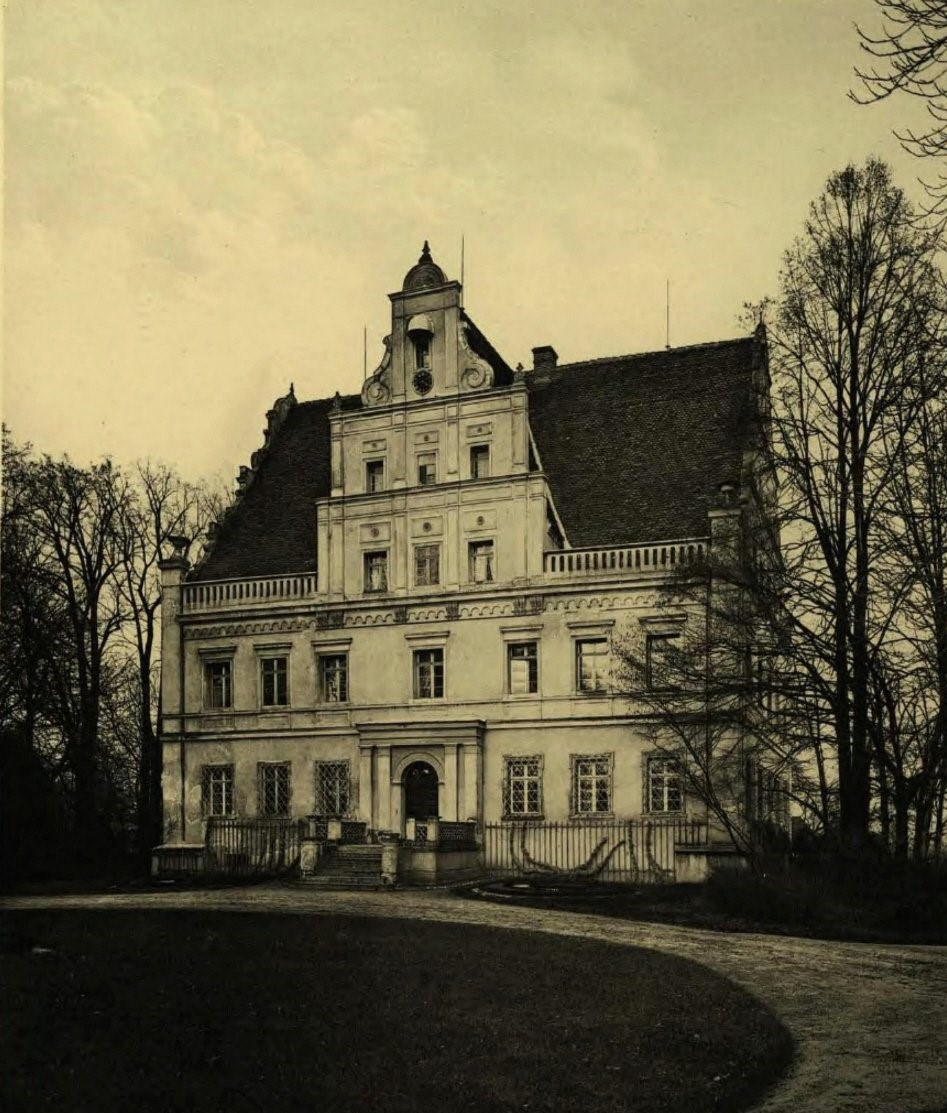
Altes Schloss Lampersdorf um 1905 – 1945 zerstört

Der Ort wurde 1266 erstmals als Lamperti Villa erwähnt. In dem Werk  Liber fundationis episcopatus Vratislaviensis aus den Jahren 1295–1305 wird der Ort als villa Lamperti erwähnt.
Nach dem Ersten Schlesischen Krieg 1742 fiel Lampersdorf mit dem größten Teil Schlesiens an Preußen.
Nach der Neuorganisation der Provinz Schlesien gehörte die Landgemeinde Lampersdorf ab 1816 zum Landkreis Oels im Regierungsbezirk Breslau. 1845 bestanden im Dorf ein Schloss, zwei Vorwerke, eine evangelische Schule, eine Dampfbrennerei, eine Brauerei, zwei Windmühlen, eine Ziegelei, ein Roßmarkt, zwei Schankwirtschaften und 55 Häuser. Im gleichen Jahr lebten in Lampersdorf 650 Menschen, davon 22 katholisch. 1867 zählte der Ort 508 Einwohner. 1874 wurde der Amtsbezirk Fürsten Ellguth gegründet, welcher die Landgemeinden Fürsten Ellguth, Lampersdorf und Wilhelminenort und den Gutsbezirken Fürsten Ellguth, Lampersdorf und Wilhelminenort umfasste.
1905 zählte Lampersdorf 62 Wohnhäuser, 104 Haushaltungen und 402 Einwohner. 1933 zählte der Ort 519 sowie 1939 581 Einwohner. Bis 1945 gehörte der Ort zum Landkreis Oels. Im Dorf bestanden zwei Schlösser, welche 1945 zerstört wurden.
1945 kam der Ort in Folge des Zweiten Weltkriegs an Polen, wurde in Mikowice umbenannt und der Woiwodschaft Schlesien angeschlossen. 1950 wurde Mikowice der Woiwodschaft Opole zugeteilt. 1999 wurde es Teil des wiedergegründeten Powiat Namysłowski.

### Altes Schloss Lampersdorf
Das Alte Schloss in Lampersdorf wurde 1584 im Stil der Renaissance erbaut. Umgeben war das Schloss von einem Wallgraben. Der Schlossbau besaß ursprünglich zwei Geschosse sowie einen dreigeschossigen aufwendig gestalteten Giebel. Das Schloss wurde 1945 zerstört und die erhaltenen Mauerreste wurden in den 1960er beseitigt.

## Sehenswürdigkeiten

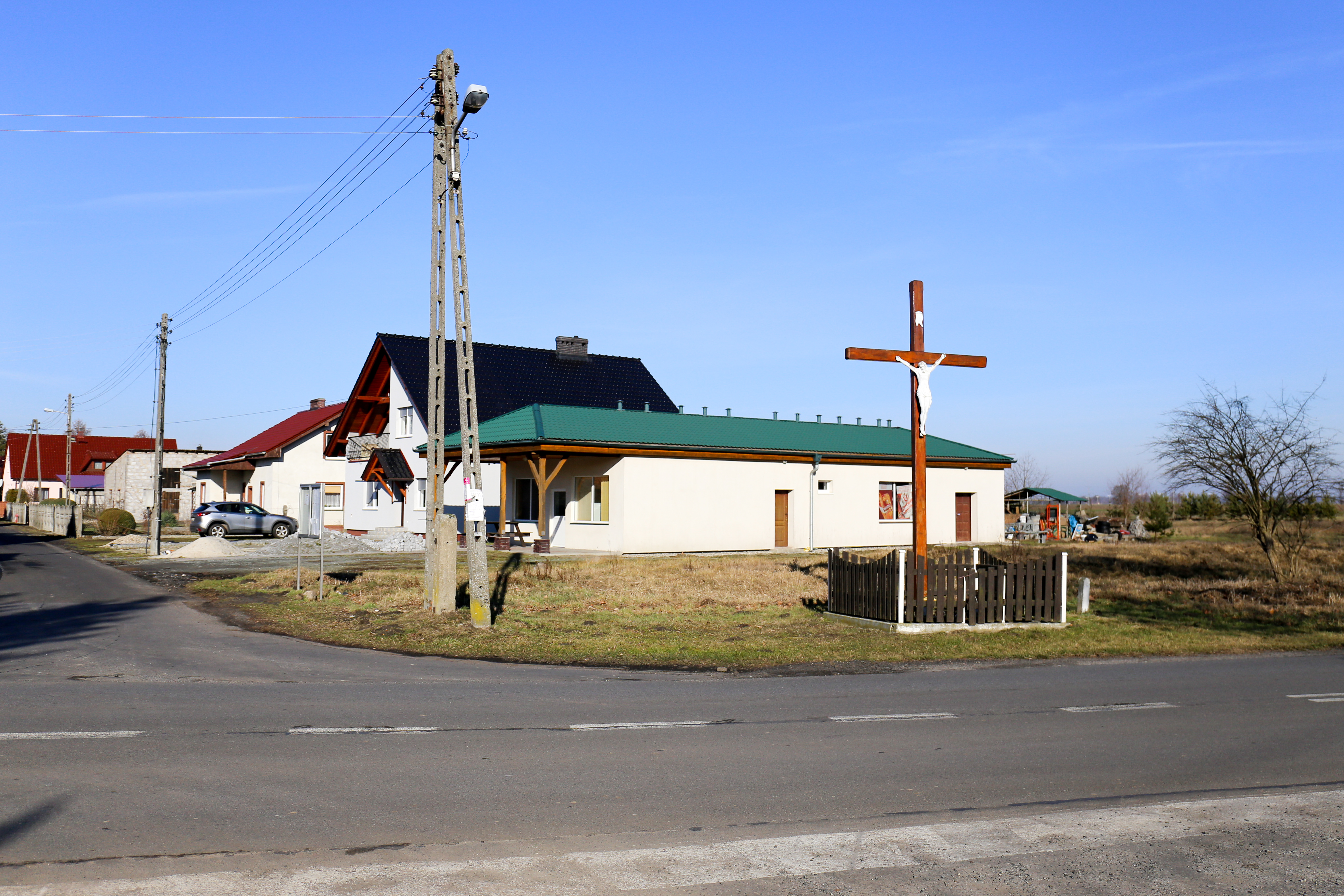
Wegkreuz

- Schlosspark
- Hölzerne Wegekreuze

## Vereine
- Freiwillige Feuerwehr OSP Mikowice